# 馬立駅
馬立駅（うまたてえき）は、千葉県市原市馬立にある、小湊鉄道線の駅である。駅本屋は国の登録有形文化財に登録されている。

## 歴史
- 1925年（大正14年）3月7日：開業[2]。
- 2013年（平成25年）3月15日：無人化。
- 2016年（平成28年）11月18日：駅本屋について、国の有形文化財（建造物）への登録が答申される[3][4]。
- 2017年（平成29年）5月2日：「小湊鉄道馬立駅本屋」として国の登録有形文化財に正式登録される。

## 駅構造
相対式ホーム2面2線を有する地上駅。木造駅舎を有する。無人駅で、自動券売機設置。

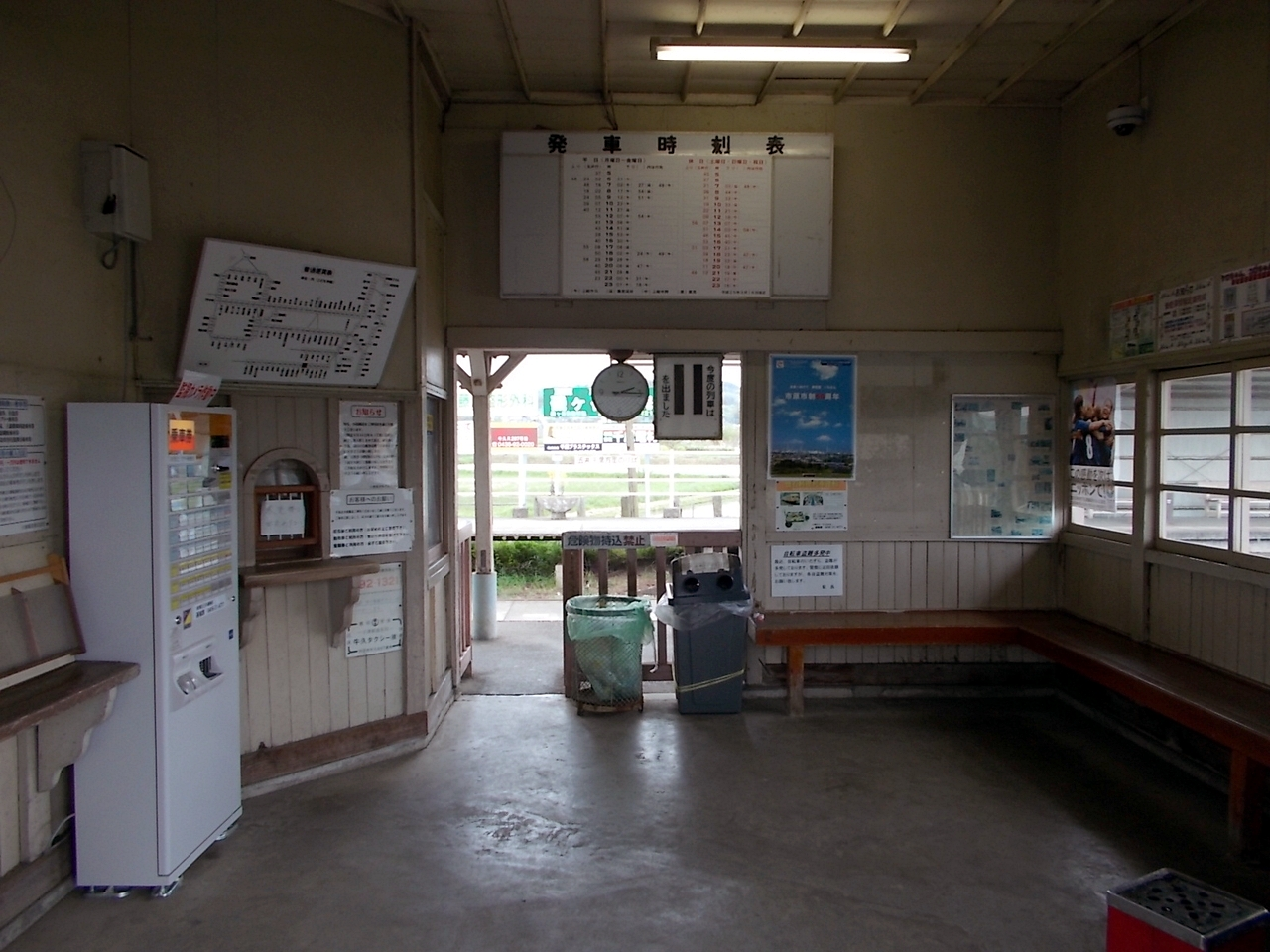
駅構内（2013年4月）

### のりば
| 番線 | 路線        | 方向 | 行先         |
| ---- | ----------- | ---- | ------------ |
| 1    | ■小湊鉄道線 | 下り | 上総中野方面 |
| 2    | ■小湊鉄道線 | 上り | 五井方面     |

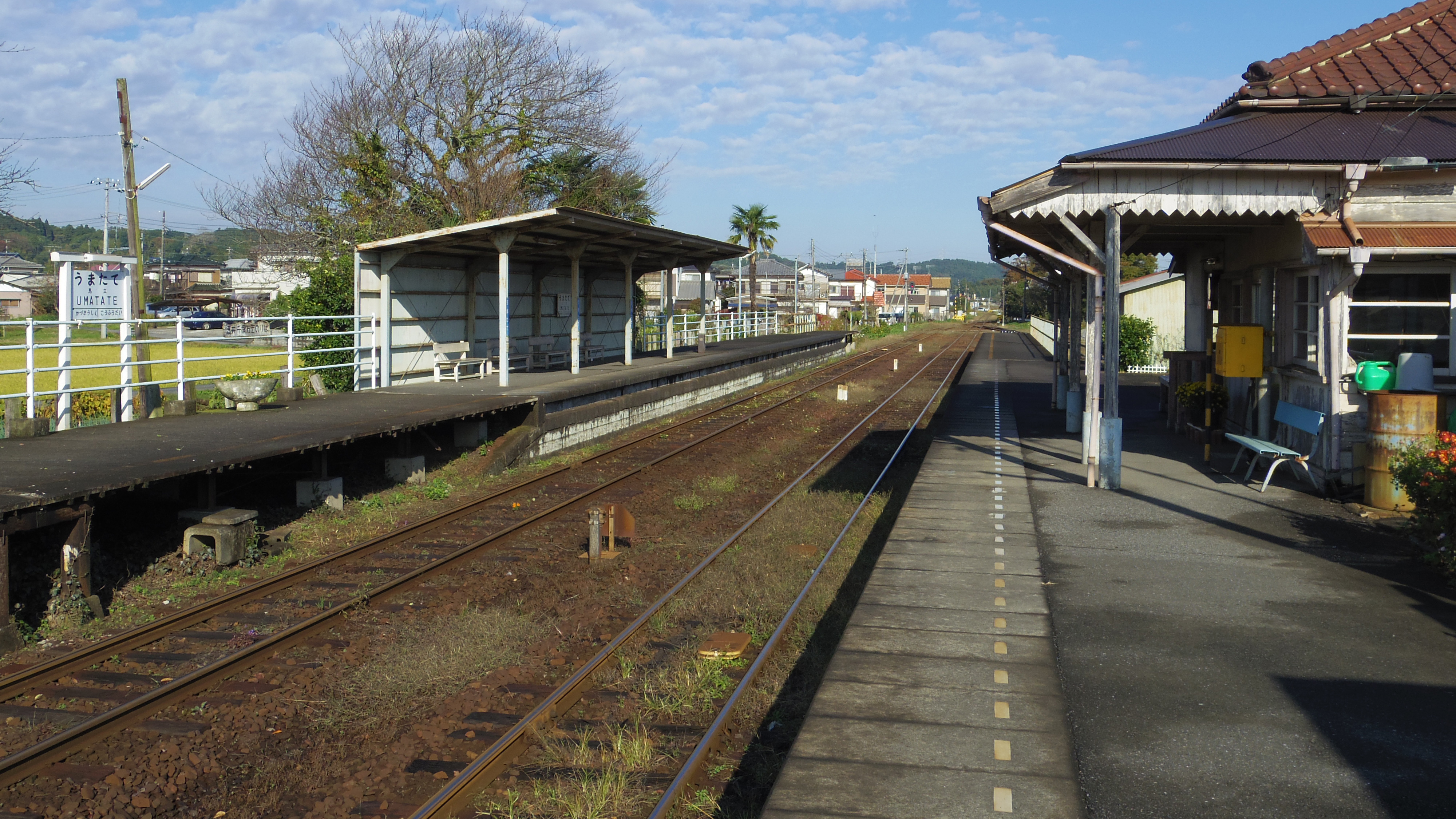
下り線ホーム（2015年11月）
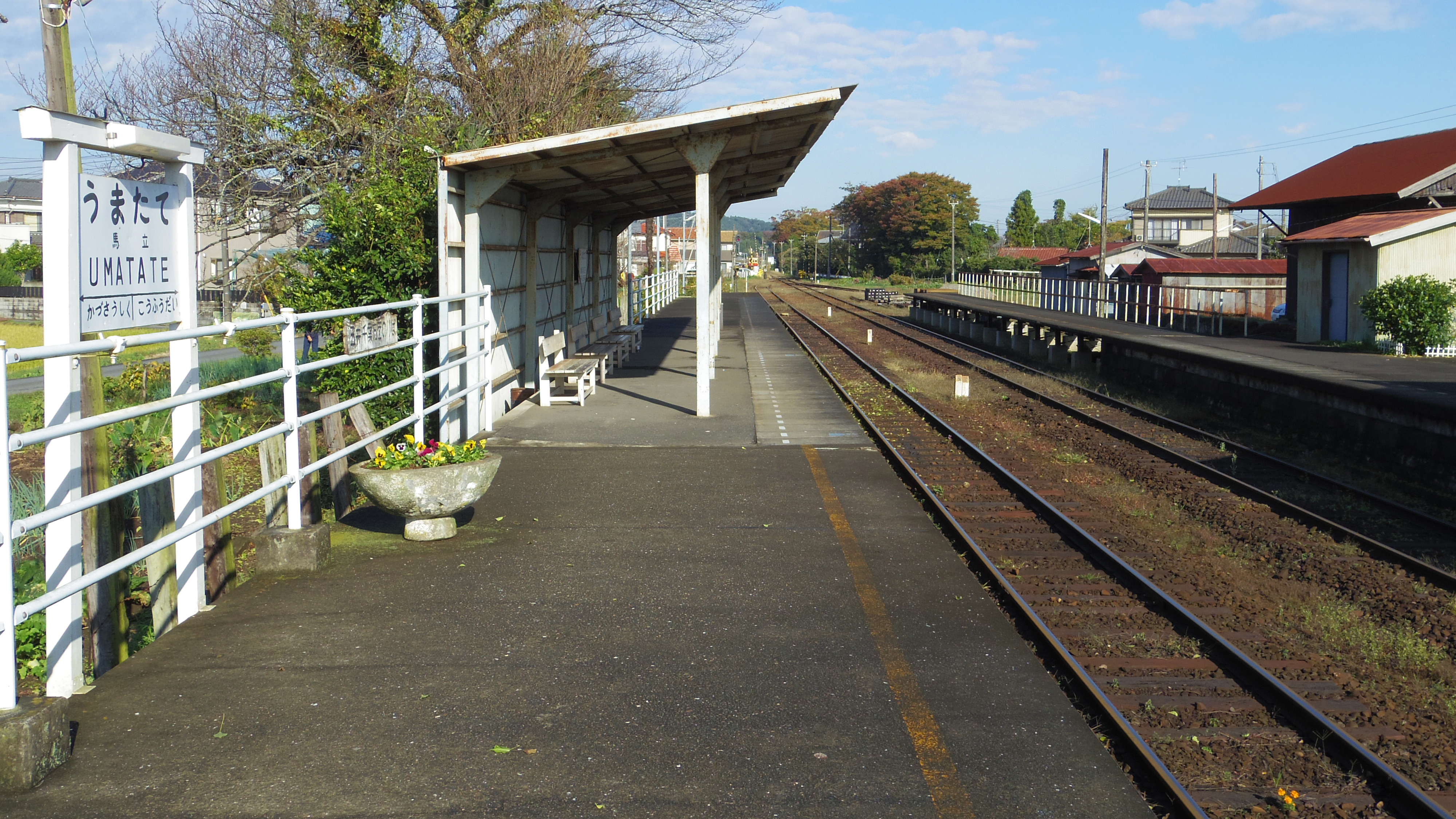
上り線ホーム（2015年11月）
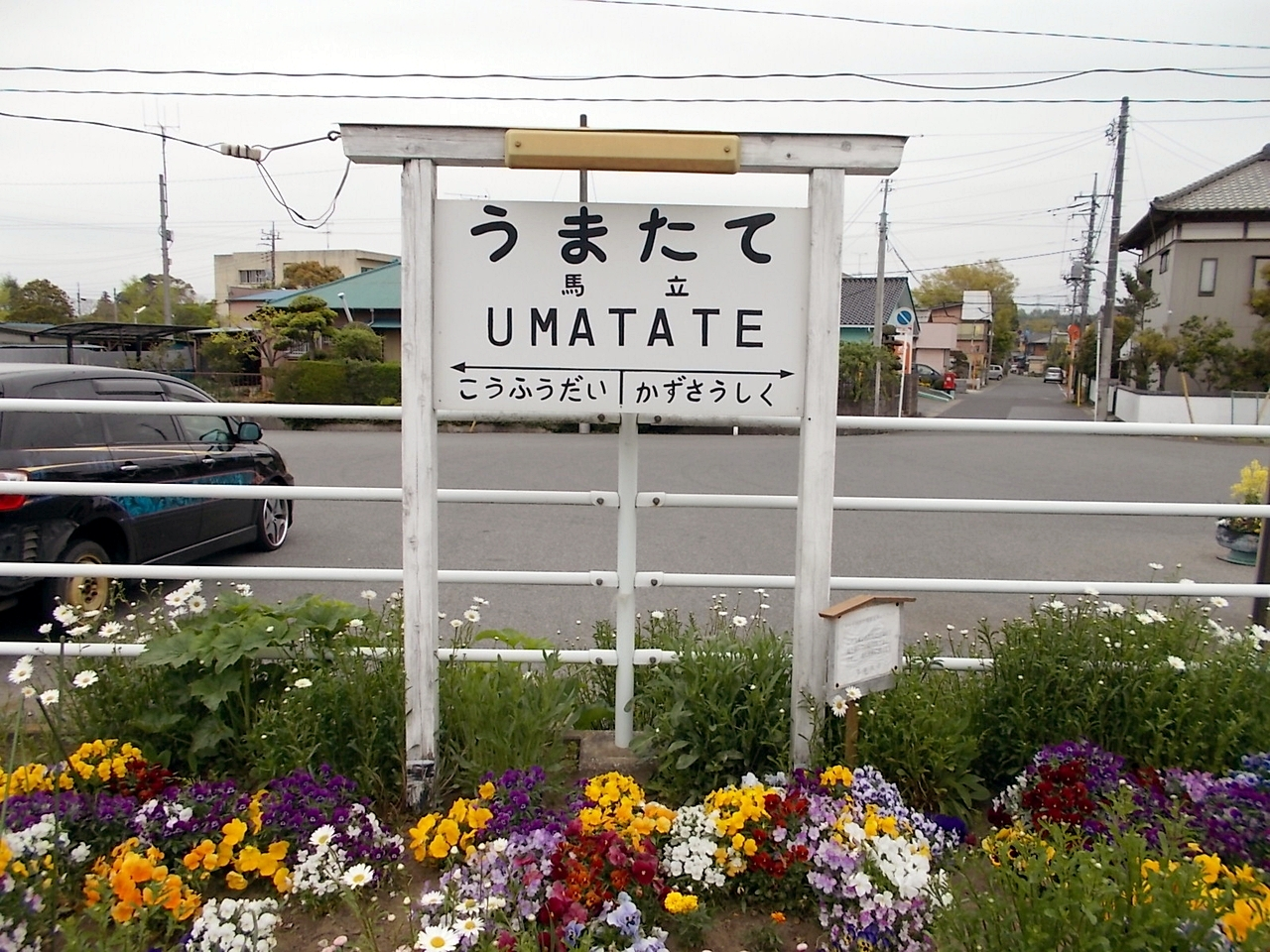
駅名標（2013年4月）

## 利用状況
2020年度の1日平均乗車人員は150人である。
近年の一日平均乗車人員推移は下表の通り。
| 乗車人員推移       | 乗車人員推移      | 乗車人員推移 |
| 年度               | 一日平均 乗車人員 | 備考         |
| ------------------ | ----------------- | ------------ |
| 1987年（昭和62年） | 590               | [ * 2 ]      |
| 2007年（平成19年） | 314               | [ * 3 ]      |
| 2008年（平成20年） | 297               | [ * 4 ]      |
| 2009年（平成21年） | 276               | [ * 5 ]      |
| 2010年（平成22年） | 253               | [ * 6 ]      |
| 2011年（平成23年） | 242               | [ * 7 ]      |
| 2012年（平成24年） | 235               | [ * 8 ]      |
| 2013年（平成25年） | 222               | [ * 9 ]      |
| 2014年（平成26年） | 202               | [ * 10 ]     |
| 2015年（平成27年） | 204               | [ * 11 ]     |
| 2016年（平成28年） | 199               | [ * 12 ]     |
| 2017年（平成29年） | 192               | [ * 13 ]     |
| 2018年（平成30年） | 198               | [ * 14 ]     |
| 2019年（令和元年） | 198               | [ * 15 ]     |
| 2020年（令和02年） | 150               | [ * 1 ]      |

## 駅周辺

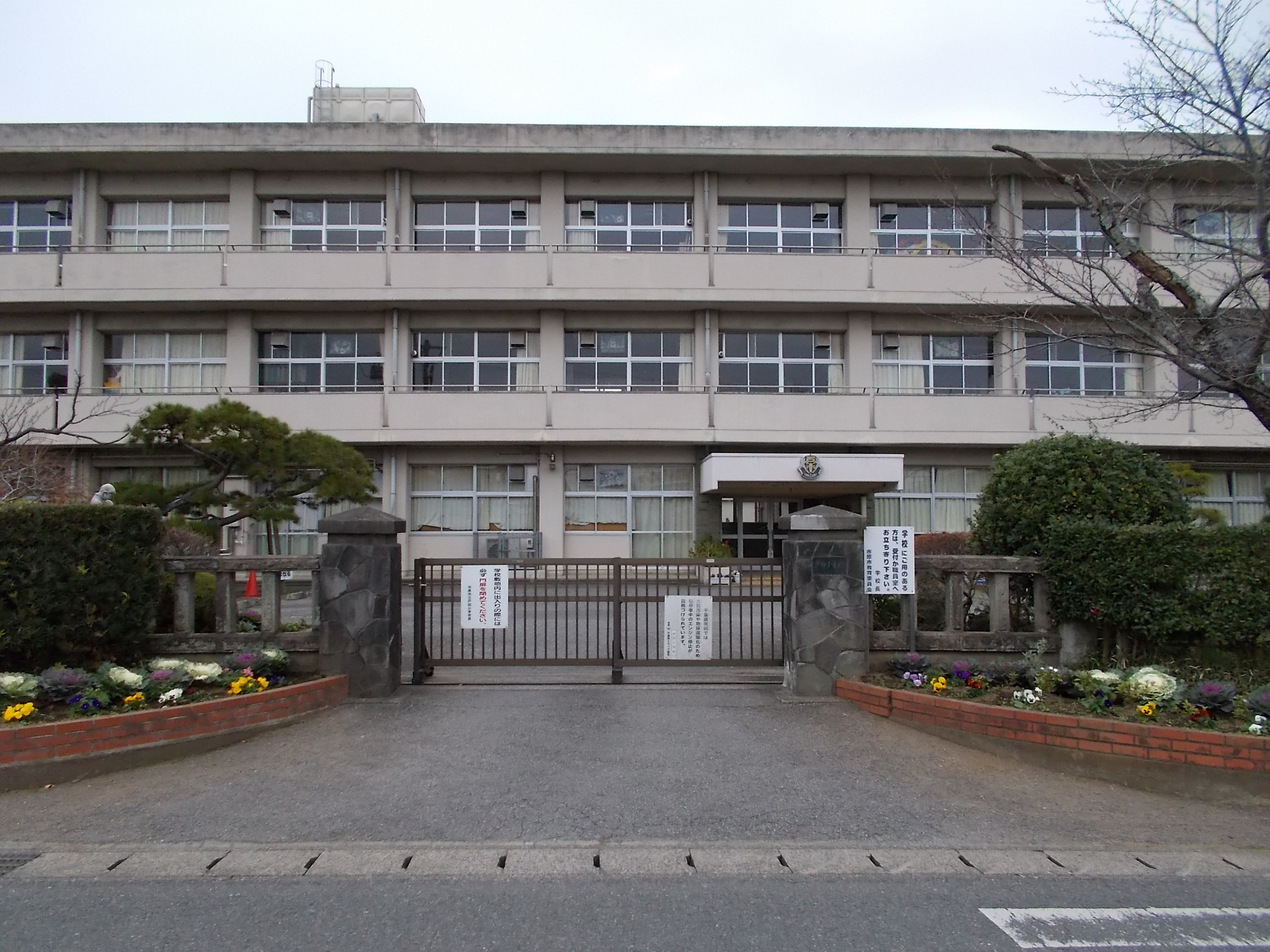
市原市立戸田小学校

国道・県道沿いに住宅地が点在し、駅西側は田園地帯が広がる。駅からやや離れているがゴルフ場が多い。
- 国道297号
- 千葉県道143号南総昭和線
- 千葉県道144号南総姉崎線
- 市原市戸田コミュニティセンター
- 市原市立戸田小学校
- 馬立保育所
- 市原戸田郵便局
- 永野病院
- 市原市農業協同組合戸田支店
- 龍源寺
- コスモス南総「馬立駅前」停留所

## 隣の駅
小湊鉄道
■小湊鉄道線
光風台駅 - 馬立駅 - *佐是駅 - 上総牛久駅
*打消線は廃駅（1944年廃止）